# Wizyta (film 1971)
Wizyta – polski krótkometrażowy film psychologiczny z 1971 roku, w reżyserii Juliana Dziedziny.

## Opis fabuły
Film opowiada o godności i postawie człowieka. Urzędnik zostaje napadnięty i okradziony w drodze na przyjęcie do swojego dyrektora. Tam czeka go niespodzianka - syn dyrektora okazuje się jednym z napastników. Okradziony urzędnik ma teraz problem - czy o wszystkim powiedzieć i narazić się dyrektorowi, czy też zataić prawdę dla uzyskania awansu.

## Obsada aktorska
- Wiesław Michnikowski (Olewski)
- Alicja Bobrowska
- Anna Ciepielewska (żona Malinowskiego)
- Stanisław Zaczyk (dyrektor)
- Tadeusz Bartosik (Rapalski)
- Bogdan Baer
- Bohdana Majda (Halina, żona Rapalskiego)

W filmie zagrało jeszcze kilku aktorów drugoplanowych.